# Arda Turan
Arda Turan (Estambul, 30 de enero de 1987) es un exfutbolista y entrenador turco que jugó en la posición de centrocampista. Actualmente dirige al Shakhtar Donetsk.
Formado en la cantera del Galatasaray S. L. debutó con el primer equipo el 22 de enero de 2005 en un partido de la Copa de Turquía contra el Bursarpor K. D,. Con el Galatasaray ganó esa edición de la Copa de Turquía y la Superliga en 2008. Sus actuaciones con el equipo turco lo llevaron a ser convocado por primera vez a la selección de Turquía en 2006, con la que disputó la Eurocopa 2008.
En 2011 fichó por el Atlético de Madrid, club con el que ganó la Europa League y la Supercopa de Europa en 2012, la Copa del Rey en 2013 y la Liga y Supercopa de España en 2014. El 6 de julio de 2015 se confirmó su fichaje por el F. C. Barcelona. El 13 de enero de 2018 fue cedido al İstanbul Başakşehir F. K.. El 7 de enero de 2020, el jugador llegó a un acuerdo con el club turco para rescindir su contrato de cesión y regresó al F. C. Barcelona, club que abandonó el 30 de junio tras finalizar su contrato. Después de quedar libre, el 6 de julio de 2021 firmó de nuevo con el Galatasaray.

## Vida privada
Turan es musulmán y observa el Ramadán.
Ha aparecido en la lista de grandes morosos con la Hacienda española, con una deuda de 1,3 millones de euros en 2024.

## Trayectoria como jugador

### Galatasaray S. K.

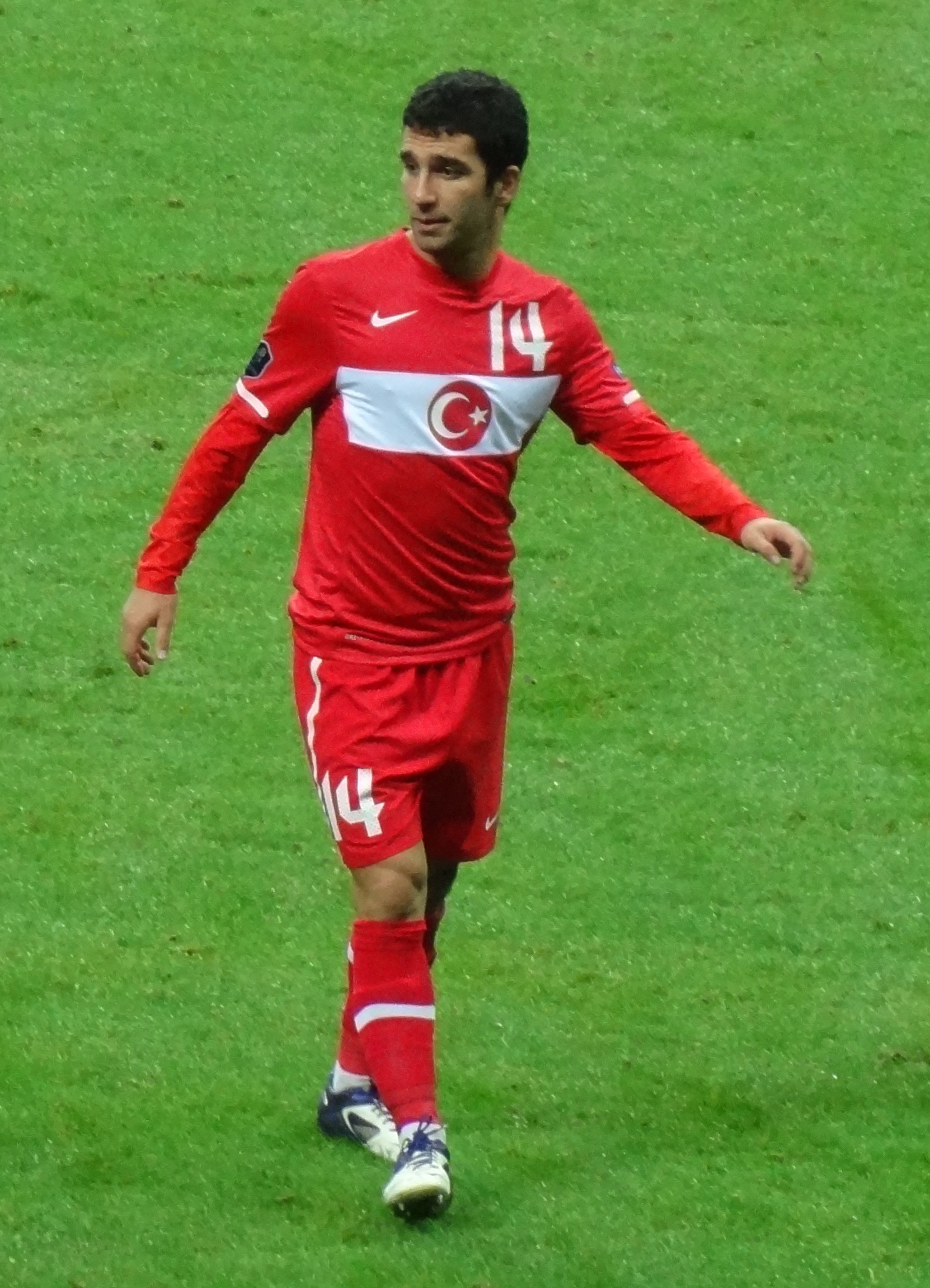
Turan con en 2011

Turan empezó su carrera en el Galatasaray el 22 de enero de 2005 por la Copa de Turquía en un partido ante el Bursaspor. Ese campeonato sería ganado por su equipo pero, debido a la falta de minutos, el club decidió cederlo durante la primera mitad de la temporada 2005-06 al Vestel Manisaspor. Esa temporada, el Vestel Manisaspor intentó mantener la categoría, pero finalmente descendió.
En la campaña siguiente, Turan regresó al Galatasaray, donde fue incluido para disputar la clasificación a fase de grupos de la Liga de Campeones ante el F. K. Mladá Boleslav. Pese a que el equipo no logró nada ese año, Turan fue incluido en el once titular.
El Galatasaray fue campeón de la Liga Turca 2007-08. En la segunda mitad del campeonato había anotado siete goles. En la temporada 2009-10 se le entregó la capitanía junto con el dorsal número 10. A pesar de haber ganado seis encuentros consecutivos, el Galatasaray quedó tercero y a once puntos del campeón. Durante la campaña 2010-11, Turan no pudo alcanzar la continuidad deseada debido a constantes lesiones, y jugó solo doce partidos por Liga (su peor registro). Pese a esto, diversos clubes de Europa se interesaron por él.

### Atlético de Madrid

#### Títulos europeos

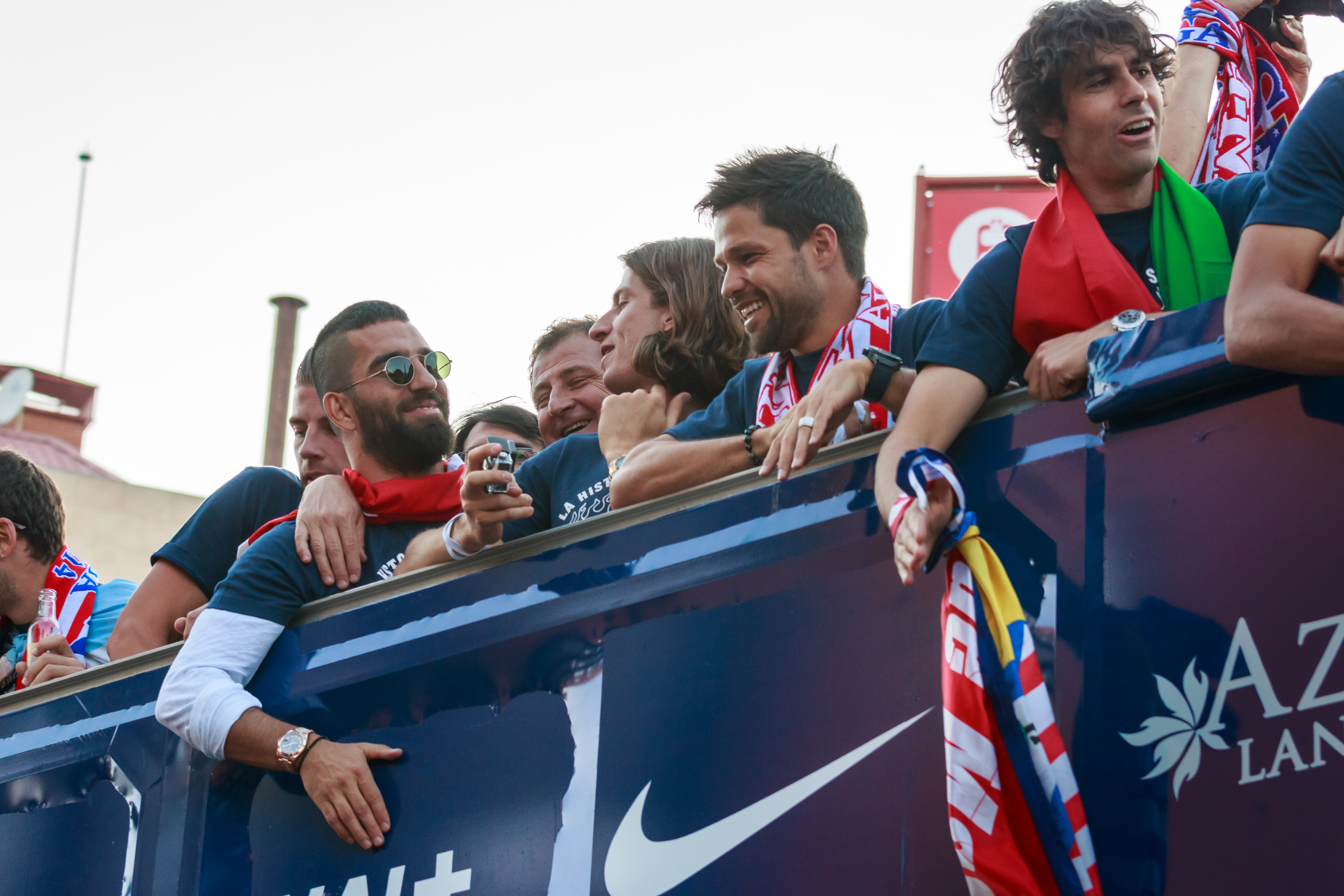
Turan celebrando el título de Liga con el Atlético de Madrid.

En el verano de 2011 se hizo oficial su traspaso al Atlético de Madrid de la Liga Española por doce millones fijos más un millón variable. El 28 de agosto de 2011 debutó con el Atlético de Madrid en el partido de Liga frente al Osasuna. Entró al campo en el minuto 60 en reemplazo de Salvio. El partido finalizó con empate a cero.
El 15 de septiembre jugó su primer partido europeo con el Atlético de Madrid. Formó parte del once titular que le ganó dos a cero al Celtic de Glasgow. Turan asistió a Diego en el segundo gol. El 30 de noviembre anotó su primer gol, con el que su equipo venció  uno a cero al Celtic de Glasgow en el partido de vuelta correspondiente a la quinta jornada de la fase de grupos de la Liga Europa. Esta victoria, además, significó el pase del Atlético a dieciseisavos de final.
El 11 de diciembre de 2011, en el partido correspondiente a la decimosexta jornada de Liga anotó su primer gol en la liga española, que fue el segundo del Atlético de Madrid en la derrota por cuatro a dos ante el Espanyol.
El 9 de mayo de 2012, consiguió su primer título internacional, cuando su equipo fue campeón de la Liga Europa al vencer por 3 a 0 al Athletic Club. Tras conseguir la Europa League, al comienzo de la temporada siguiente, el Atlético de Madrid se enfrentó al Chelsea en la final de la Supercopa de Europa. De este modo, el 31 de agosto de 2012 se proclamó campeón de la Supercopa de Europa al vencer al club inglés, campeón de la Liga de Campeones, por cuatro goles a uno.

#### Regularidad nacional

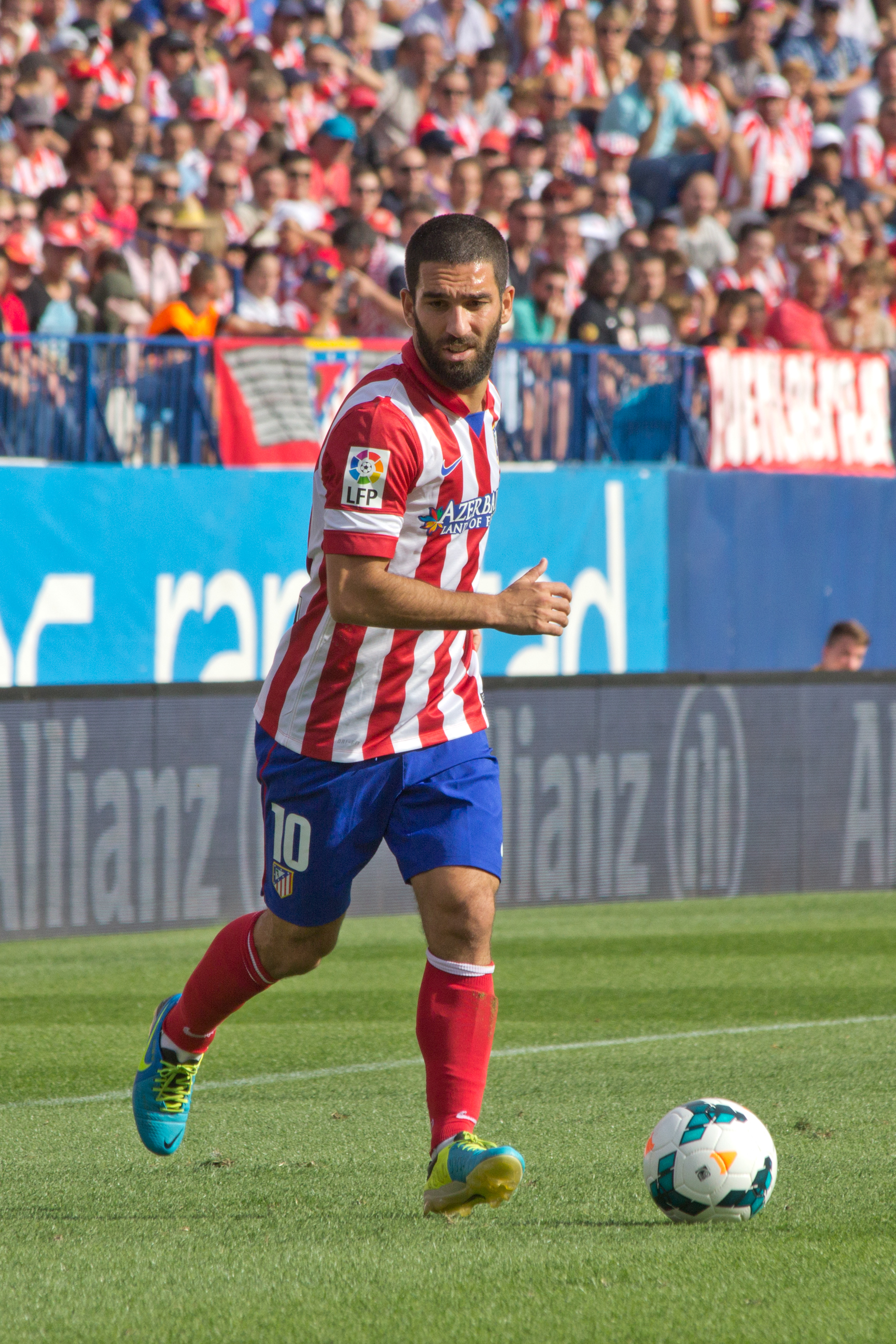
Turan jugando con el Atlético de Madrid en 2013

Durante la temporada 2012-13 el Atlético de Madrid mostró una gran regularidad en la Liga que le llevó a acabar tercero y conseguir la clasificación para la Liga de Campeones 2013-14. En la Copa del Rey realizó una gran actuación que finalizó con la disputa de la final el 17 de mayo frente al Real Madrid en el Estadio Santiago Bernabéu. El Real Madrid se adelantó, pero el Atlético de Madrid pudo igualar el encuentro y posteriormente, en la prórroga, ganar por dos goles a uno. Turan disputó el partido como titular y se proclamó campeón de la Copa del Rey.

#### Campeón de Liga

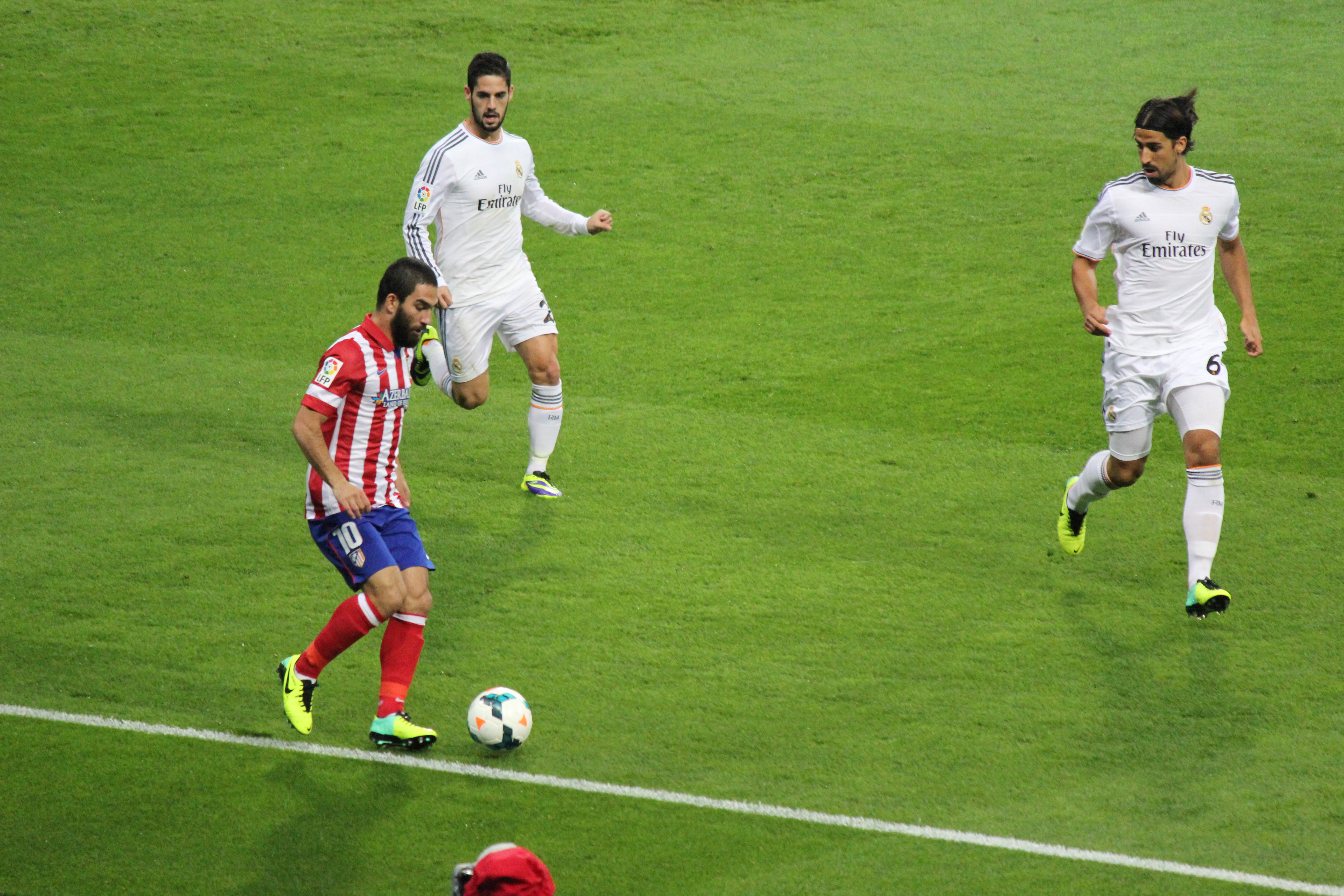
Turan disputando el derbi madrileño

Al comienzo de la temporada 2013-14, Turan renovó su contrato con el Atlético de Madrid hasta 2017. El 22 de octubre disputó su partido número cien con el Atlético de Madrid en el partido de la Liga de Campeones ante el Austria de Viena en el que venció cero a tres. Al comienzo de 2014 recibió el premio al mejor deportista turco del año 2013. 
Durante toda la temporada, el Atlético de Madrid estuvo peleando por conseguir el título liguero, que ganó el 17 de mayo de 2014 después de empatar con el Fútbol Club Barcelona en la última jornada del campeonato. Turan solo disputó veintidós minutos de la primera parte del encuentro, antes de caer lesionado y ser sustituido por Raúl García Escudero.
En la Liga de Campeones de la UEFA el Atlético de Madrid se clasificó para jugar la final por segunda vez en su historia. El partido se disputó una semana después de conseguir el título de Liga en Barcelona frente al Futbol Club Barcelona. Debido a la lesión sufrida en el partido anterior, Turan no fue convocado. El Atlético de Madrid se adelantó en la primera parte, pero en el tiempo de descuento de la segunda parte Sergio Ramos anotó el empate a la salida de un córner. En la prórroga, el Real Madrid anotó tres goles más.

#### 2014-15
Al comienzo de la temporada, y pese a que Turan no pudo jugar por haber sido expulsado el año anterior en la misma competición, el Atlético de Madrid fue campeón de la Supercopa de España frente al Real Madrid. En el partido de ida en el Estadio Santiago Bernabéu, empató a uno y en el de vuelta en el Estadio Vicente Calderón, ganó por uno a cero.
Turan reapareció tras su lesión en el derbi frente al Real Madrid de la tercera jornada de Liga. Pese a no ser titular, entró al campo en el minuto 60 en sustitución del capitán Gabi Fernández y consiguió anotar el tanto de la victoria a catorce minutos del final del encuentro. De esta manera, el Atlético venció, por primera vez en su historia, dos veces consecutivas en el Santiago Bernabéu.

### F. C. Barcelona

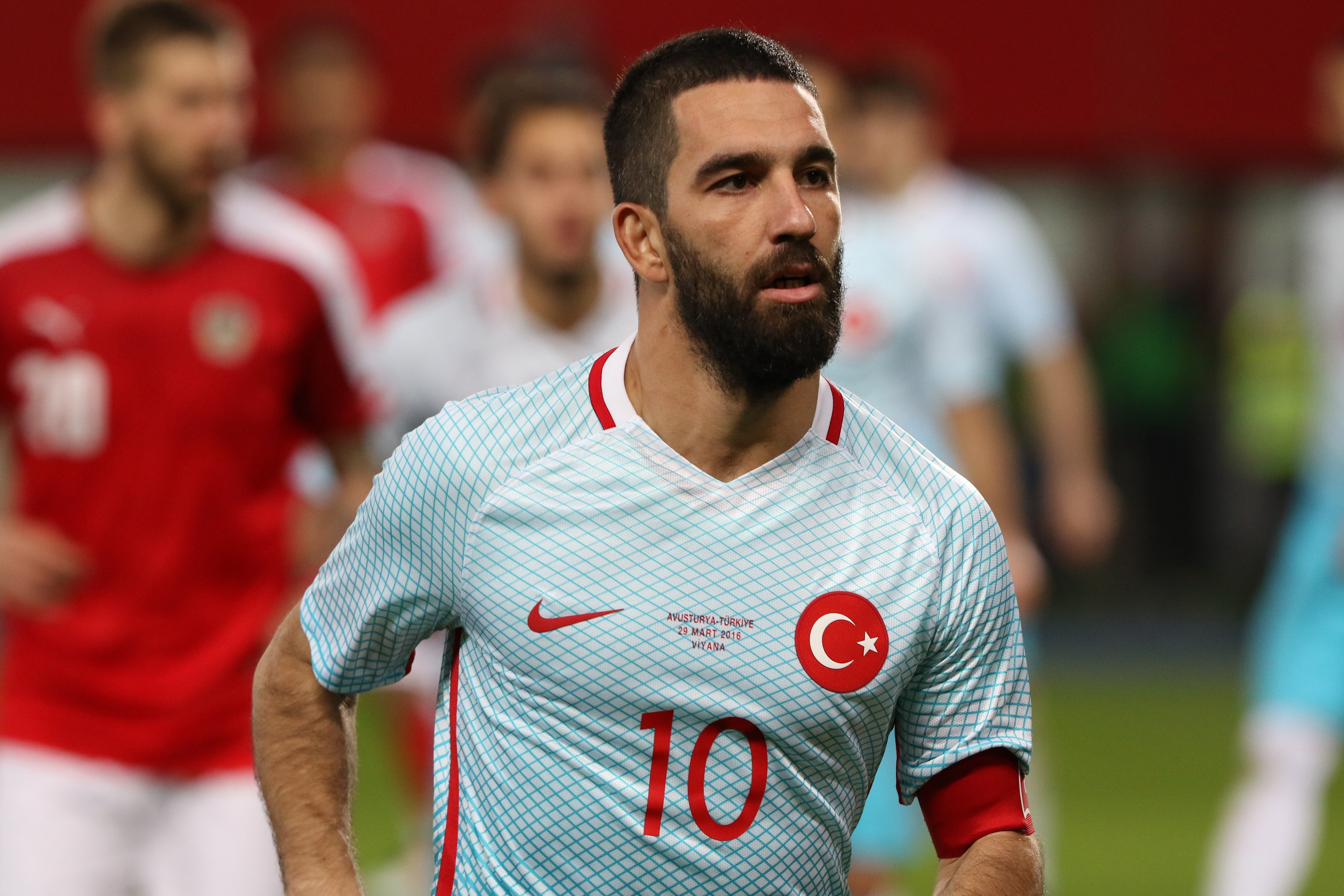
Turan jugando con la selección turca

El 6 de julio de 2015 se hizo oficial su fichaje por el Fútbol Club Barcelona por 34 millones de euros más 7 millones en variables hasta 2020. Sin embargo, no pudo debutar con el equipo hasta enero de 2016, debido a una sanción de la FIFA sobre el Barcelona. El 4 de enero de 2016 Turan volvió a estar habilitado para jugar frente al R. C. D. Español en la ida de los octavos de final de la Copa del Rey; Luis Enrique lo incluyó en el once inicial del encuentro, pero Turan no tuvo mucho protagonismo y dejó el campo en el minuto 67. El Barcelona ganó 4-1. Debutó por La Liga el 9 de enero ante el Granada C. F. en la última fecha de la primera vuelta del campeonato; entró como titular y en el minuto 8 dio la asistencia a Lionel Messi para abrir el marcador en un partido que el Barcelona ganó 4-0.

### Estambul Başakşehir F. K.
El 13 de enero de 2018 fue cedido por dos temporadas y media al Estambul Başakşehir FK de la Superliga de Turquía con opción de venta en cada período de mercado. 
El 7 de enero de 2020 solicitó al club turco la rescisión de su contrato de cesión, petición a la que los de Estambul accedieron, por lo que su licencia volvía a manos del F. C. Barcelona, club con el que tenía contrato en vigor hasta junio de 2020.

### Regreso al Galatasaray y retiro
El 5 de agosto de 2020 se hizo oficial su vuelta al Galatasaray S. K. nueve años después de su marcha.
El 12 de septiembre del 2022, tras no renovar con el club, anunció a través de sus redes sociales en un video, su retiro definitivo del futbol profesional poniendo punto final a 19 años de carrera.

## Selección nacional
En 2006 disputó sus primeros partidos como internacional en las categorías inferiores de Turquía hasta que durante el último trimestre de este año logró disputar sus primeros encuentros en la selección absoluta.

### Participaciones en Eurocopas
| Eurocopa      | Sede            | Resultado    | Partidos | Goles |
| ------------- | --------------- | ------------ | -------- | ----- |
| Eurocopa 2008 | Austria y Suiza | Semifinales  | 3        | 2     |
| Eurocopa 2016 | Francia         | Primera fase | 3        | 0     |

### Partidos internacionales
| N.º  | Fecha                    | Ciudad             | Local                | Marcador | Visitante            | Competición                   |
| ---- | ------------------------ | ------------------ | -------------------- | -------- | -------------------- | ----------------------------- |
| 1.   | 16 de agosto de 2006     | Luxemburgo         | Luxemburgo           | 0 - 1    | Turquía              | Amistoso                      |
| 2.   | 6 de septiembre de 2006  | Fráncfort del Meno | Turquía              | 2 - 0    | Malta                | Clasificatorias Eurocopa 2008 |
| 3.   | 7 de octubre de 2006     | Budapest           | Hungría              | 0 - 1    | Turquía              | Clasificatorias Eurocopa 2008 |
| 4.   | 11 de octubre de 2006    | Fráncfort del Meno | Turquía              | 5 - 0    | Moldavia             | Clasificatorias Eurocopa 2008 |
| 5.   | 15 de noviembre de 2006  | Bérgamo            | Italia               | 1 - 1    | Turquía              | Amistoso                      |
| 6.   | 6 de febrero de 2007     | Tiflis             | Georgia              | 1 - 0    | Turquía              | Amistoso                      |
| 7.   | 2 de junio de 2007       | Sarajevo           | Bosnia y Herzegovina | 3 - 2    | Turquía              | Clasificatorias Eurocopa 2008 |
| 8.   | 5 de junio de 2007       | Dortmund           | Turquía              | 0 - 0    | Brasil               | Amistoso                      |
| 9.   | 22 de agosto de 2007     | Bucarest           | Rumania              | 2 - 0    | Turquía              | Amistoso                      |
| 10.  | 8 de septiembre de 2007  | Ta' Qali           | Malta                | 2 - 2    | Turquía              | Clasificatorias Eurocopa 2008 |
| 11.  | 13 de octubre de 2007    | Chisináu           | Moldavia             | 1 - 1    | Turquía              | Clasificatorias Eurocopa 2008 |
| 12.  | 17 de octubre de 2007    | Estambul           | Turquía              | 0 - 1    | Grecia               | Clasificatorias Eurocopa 2008 |
| 13.  | 17 de noviembre de 2007  | Oslo               | Noruega              | 1 - 2    | Turquía              | Clasificatorias Eurocopa 2008 |
| 14.  | 21 de noviembre de 2007  | Estambul           | Turquía              | 1 - 0    | Bosnia y Herzegovina | Clasificatorias Eurocopa 2008 |
| 15.  | 6 de febrero de 2008     | Estambul           | Turquía              | 0 - 0    | Suecia               | Amistoso                      |
| 16.  | 26 de marzo de 2008      | Minsk              | Bielorrusia          | 2 - 2    | Turquía              | Amistoso                      |
| 17.  | 20 de mayo de 2008       | Bielefeld          | Turquía              | 1 - 0    | Eslovaquia           | Amistoso                      |
| 18.  | 25 de mayo de 2008       | Bochum             | Turquía              | 2 - 3    | Uruguay              | Amistoso                      |
| 19.  | 29 de mayo de 2008       | Duisburgo          | Finlandia            | 0 - 2    | Turquía              | Amistoso                      |
| 20.  | 11 de junio de 2008      | Basilea            | Suiza                | 1 - 2    | Turquía              | Eurocopa 2008                 |
| 21.  | 15 de junio de 2008      | Ginebra            | Turquía              | 3 - 2    | República Checa      | Eurocopa 2008                 |
| 22.  | 20 de junio de 2008      | Viena              | Croacia              | 1 - 1    | Turquía              | Eurocopa 2008                 |
| 23.  | 6 de septiembre de 2008  | Ereván             | Armenia              | 0 - 2    | Turquía              | Clasificatorias Mundial 2010  |
| 24.  | 10 de septiembre de 2008 | Estambul           | Turquía              | 1 - 1    | Bélgica              | Clasificatorias Mundial 2010  |
| 25.  | 11 de octubre de 2008    | Estambul           | Turquía              | 2 - 1    | Bosnia y Herzegovina | Clasificatorias Mundial 2010  |
| 26.  | 15 de octubre de 2008    | Tallin             | Estonia              | 0 - 0    | Turquía              | Clasificatorias Mundial 2010  |
| 27.  | 11 de febrero de 2009    | Esmirna            | Turquía              | 1 - 1    | Costa de Marfil      | Amistoso                      |
| 28.  | 28 de marzo de 2009      | Madrid             | España               | 1 - 0    | Turquía              | Clasificatorias Mundial 2010  |
| 29.  | 1 de abril de 2009       | Estambul           | Turquía              | 1 - 2    | España               | Clasificatorias Mundial 2010  |
| 30.  | 2 de junio de 2009       | Kayseri            | Turquía              | 2 - 0    | Azerbaiyán           | Amistoso                      |
| 31.  | 5 de junio de 2009       | Lyon               | Francia              | 1 - 0    | Turquía              | Amistoso                      |
| 32.  | 12 de agosto de 2009     | Kiev               | Ucrania              | 0 - 3    | Turquía              | Amistoso                      |
| 33.  | 5 de septiembre de 2009  | Kayseri            | Turquía              | 4 - 2    | Estonia              | Clasificatorias Mundial 2010  |
| 34.  | 9 de septiembre de 2009  | Zenica             | Bosnia y Herzegovina | 1 - 1    | Turquía              | Clasificatorias Mundial 2010  |
| 35.  | 14 de octubre de 2009    | Bursa              | Turquía              | 2 - 0    | Armenia              | Clasificatorias Mundial 2010  |
| 36.  | 3 de marzo de 2010       | Estambul           | Turquía              | 2 - 0    | Honduras             | Amistoso                      |
| 37.  | 22 de mayo de 2010       | Harrison           | Turquía              | 2 - 1    | República Checa      | Amistoso                      |
| 38.  | 26 de mayo de 2010       | New Britain        | Irlanda del Norte    | 0 - 2    | Turquía              | Amistoso                      |
| 39.  | 29 de mayo de 2010       | Filadelfia         | Estados Unidos       | 2 - 1    | Turquía              | Amistoso                      |
| 40.  | 11 de agosto de 2010     | Estambul           | Turquía              | 2 - 0    | Rumania              | Amistoso                      |
| 41.  | 3 de septiembre de 2010  | Astaná             | Kazajistán           | 0 - 3    | Turquía              | Clasificatorias Eurocopa 2012 |
| 42.  | 7 de septiembre de 2010  | Estambul           | Turquía              | 3 - 2    | Bélgica              | Clasificatorias Eurocopa 2012 |
| 43.  | 29 de marzo de 2011      | Estambul           | Turquía              | 2 - 0    | Austria              | Clasificatorias Eurocopa 2012 |
| 44.  | 3 de junio de 2011       | Bruselas           | Bélgica              | 1 - 1    | Turquía              | Clasificatorias Eurocopa 2012 |
| 45.  | 10 de agosto de 2011     | Estambul           | Turquía              | 3 - 0    | Estonia              | Amistoso                      |
| 46.  | 2 de septiembre de 2011  | Estambul           | Turquía              | 2 - 1    | Kazajistán           | Clasificatorias Eurocopa 2012 |
| 47.  | 6 de septiembre de 2011  | Viena              | Austria              | 0 - 0    | Turquía              | Clasificatorias Eurocopa 2012 |
| 48.  | 7 de octubre de 2011     | Estambul           | Turquía              | 1 - 3    | Alemania             | Clasificatorias Eurocopa 2012 |
| 49.  | 11 de octubre de 2011    | Estambul           | Turquía              | 1 - 0    | Azerbaiyán           | Clasificatorias Eurocopa 2012 |
| 50.  | 11 de noviembre de 2011  | Estambul           | Turquía              | 0 - 3    | Croacia              | Clasificatorias Eurocopa 2012 |
| 51.  | 29 de febrero de 2012    | Bursa              | Turquía              | 1 - 2    | Eslovaquia           | Amistoso                      |
| 52.  | 24 de marzo de 2012      | Salzburgo          | Georgia              | 1 - 3    | Turquía              | Amistoso                      |
| 53.  | 26 de abril de 2012      | Salzburgo          | Finlandia            | 3 - 2    | Turquía              | Amistoso                      |
| 54.  | 29 de abril de 2012      | Salzburgo          | Bulgaria             | 0 - 2    | Turquía              | Amistoso                      |
| 55.  | 2 de junio de 2012       | Lisboa             | Portugal             | 1 - 3    | Turquía              | Amistoso                      |
| 56.  | 5 de junio de 2012       | Ingolstadt         | Turquía              | 2 - 0    | Ucrania              | Amistoso                      |
| 57.  | 15 de agosto de 2012     | Viena              | Austria              | 2 - 0    | Turquía              | Amistoso                      |
| 58.  | 7 de septiembre de 2012  | Ámsterdam          | Países Bajos         | 2 - 0    | Turquía              | Clasificatorias Mundial 2014  |
| 59.  | 11 de septiembre de 2012 | Estambul           | Turquía              | 3 - 0    | Estonia              | Clasificatorias Mundial 2014  |
| 60.  | 12 de octubre de 2012    | Estambul           | Turquía              | 0 - 1    | Rumania              | Clasificatorias Mundial 2014  |
| 61.  | 14 de noviembre de 2012  | Estambul           | Turquía              | 1 - 1    | Dinamarca            | Amistoso                      |
| 62.  | 6 de febrero de 2013     | Manisa             | Turquía              | 0 - 2    | República Checa      | Amistoso                      |
| 63.  | 22 de marzo de 2013      | Andorra la Vieja   | Andorra              | 0 - 2    | Turquía              | Clasificatorias Mundial 2014  |
| 64.  | 26 de marzo de 2013      | Estambul           | Turquía              | 1 - 1    | Hungría              | Clasificatorias Mundial 2014  |
| 65.  | 14 de agosto de 2013     | Estambul           | Turquía              | 2 - 2    | Ghana                | Amistoso                      |
| 66.  | 6 de septiembre de 2013  | Kayseri            | Turquía              | 5 - 0    | Andorra              | Clasificatorias Mundial 2014  |
| 67.  | 10 de septiembre de 2013 | Bucarest           | Rumania              | 0 - 2    | Turquía              | Clasificatorias Mundial 2014  |
| 68.  | 11 de octubre de 2013    | Tallin             | Estonia              | 0 - 2    | Turquía              | Clasificatorias Mundial 2014  |
| 69.  | 15 de octubre de 2013    | Estambul           | Turquía              | 0 - 2    | Países Bajos         | Clasificatorias Mundial 2014  |
| 70.  | 15 de noviembre de 2013  | Adana              | Turquía              | 2 - 1    | Irlanda del Norte    | Amistoso                      |
| 71.  | 19 de noviembre de 2013  | Mersin             | Turquía              | 2 - 1    | Bielorrusia          | Amistoso                      |
| 72.  | 5 de marzo de 2014       | Estambul           | Turquía              | 2 - 1    | Suecia               | Amistoso                      |
| 73.  | 3 de septiembre de 2014  | Odense             | Dinamarca            | 1 - 2    | Turquía              | Amistoso                      |
| 74.  | 9 de septiembre de 2014  | Reikiavik          | Islandia             | 3 - 0    | Turquía              | Clasificatorias Eurocopa 2016 |
| 75.  | 10 de octubre de 2014    | Estambul           | Turquía              | 1 - 2    | República Checa      | Clasificatorias Eurocopa 2016 |
| 76.  | 13 de octubre de 2014    | Riga               | Letonia              | 1 - 1    | Turquía              | Clasificatorias Eurocopa 2016 |
| 77.  | 12 de noviembre de 2014  | Estambul           | Turquía              | 0 - 4    | Brasil               | Amistoso                      |
| 78.  | 16 de noviembre de 2014  | Estambul           | Turquía              | 3 - 1    | Kazajistán           | Clasificatorias Eurocopa 2016 |
| 79.  | 31 de marzo de 2015      | Luxemburgo         | Luxemburgo           | 1 - 2    | Turquía              | Amistoso                      |
| 80.  | 8 de junio de 2015       | Estambul           | Turquía              | 4 - 0    | Bulgaria             | Amistoso                      |
| 81.  | 12 de junio de 2015      | Almatý             | Kazajistán           | 0 - 1    | Turquía              | Clasificatorias Eurocopa 2016 |
| 82.  | 3 de septiembre de 2015  | Konya              | Turquía              | 1 - 1    | Letonia              | Clasificatorias Eurocopa 2016 |
| 83.  | 6 de septiembre de 2015  | Konya              | Turquía              | 3 - 0    | Países Bajos         | Clasificatorias Eurocopa 2016 |
| 84.  | 10 de octubre de 2015    | Praga              | República Checa      | 0 - 2    | Turquía              | Clasificatorias Eurocopa 2016 |
| 85.  | 13 de octubre de 2015    | Konya              | Turquía              | 1 - 0    | Islandia             | Clasificatorias Eurocopa 2016 |
| 86.  | 13 de noviembre de 2015  | Doha               | Catar                | 0 - 1    | Turquía              | Amistoso                      |
| 87.  | 17 de noviembre de 2015  | Estambul           | Turquía              | 0 - 0    | Grecia               | Amistoso                      |
| 88.  | 24 de marzo de 2016      | Antalya            | Turquía              | 2 - 1    | Suecia               | Amistoso                      |
| 89.  | 29 de marzo de 2016      | Viena              | Austria              | 1 - 2    | Turquía              | Amistoso                      |
| 90.  | 29 de mayo de 2016       | Antalya            | Turquía              | 1 - 0    | Montenegro           | Amistoso                      |
| 91.  | 5 de junio de 2016       | Liubliana          | Eslovenia            | 0 - 1    | Turquía              | Amistoso                      |
| 92.  | 12 de junio de 2016      | Paris              | Turquía              | 0 - 1    | Croacia              | Eurocopa 2016                 |
| 93.  | 17 de junio de 2016      | Nice               | España               | 3 - 0    | Turquía              | Eurocopa 2016                 |
| 94.  | 21 de junio de 2016      | Lens               | República Checa      | 0 - 2    | Turquía              | Eurocopa 2016                 |
| 95.  | 12 de noviembre de 2016  | Estambul           | Turquía              | 2 - 0    | Kosovo               | Clasificatorias Mundial 2018  |
| 96.  | 24 de marzo de 2017      | Antalya            | Turquía              | 2 - 0    | Finlandia            | Clasificatorias Mundial 2018  |
| 97.  | 5 de junio de 2017       | Skopie             | Macao                | 0 - 0    | Turquía              | Amistoso                      |
| 98.  | 2 de septiembre de 2017  | Kiev               | Ucrania              | 2 - 0    | Turquía              | Clasificatorias Mundial 2018  |
| 99.  | 5 de septiembre de 2017  | Eskişehir          | Turquía              | 1 - 0    | Croacia              | Clasificatorias Mundial 2018  |
| 100. | 6 de octubre de 2017     | Eskişehir          | Turquía              | 0 - 3    | Islandia             | Clasificatorias Mundial 2018  |
| 101. | 9 de noviembre de 2017   | Cluj-Napoca        | Rumania              | 2 - 0    | Turquía              | Amistoso                      |

## Trayectoria como entrenador

### Eyüpspor
El 14 de abril de 2023, Turan fue nombrado entrenador del club Eyüpspor con un contrato de un año y medio. El 7 de abril de 2024, obtuvo el ascenso a la Superliga de Turquía a falta de cinco encuentros para que culmine la temporada luego de derrotar al Altay por 4-1. El 25 de mayo de 2025, anunció que dejaría el club tras la finalización de su contrato.

### Shakhtar Donetsk
El 27 de mayo de 2025, asumió al frente del Shakhtar Donetsk y firmó un contrato hasta junio de 2027.

## Estadísticas

### Jugador
Actualizado al último partido jugado el 24 de abril de 2022.
| Club | Temporada     | Liga  | Liga  | Liga   | Copas nacionales (1) | Copas nacionales (1) | Copas nacionales (1) | Torneos internacionales (2) | Torneos internacionales (2) | Torneos internacionales (2) | Total | Total | Total  |
| Club | Temporada     | Part. | Goles | Asist. | Part.                | Goles                | Asist.               | Part.                       | Goles                       | Asist.                      | Part. | Goles | Asist. |
| --- | ------------- | ----- | ----- | ------ | -------------------- | -------------------- | -------------------- | --------------------------- | --------------------------- | --------------------------- | ----- | ----- | ------ |
| Galatasaray Turquía | 2004-05       | 1     | 0     | 0      | 1                    | 0                    | 0                    | -                           | -                           | -                           | 2     | 0     | 0      |
| Galatasaray Turquía | 2006-07       | 26    | 5     | 8      | 3                    | 1                    | 0                    | 7                           | 2                           | 0                           | 36    | 8     | 8      |
| Galatasaray Turquía | 2007-08       | 30    | 7     | 14     | 7                    | 0                    | 3                    | 7                           | 1                           | 0                           | 44    | 8     | 16     |
| Galatasaray Turquía | 2008-09       | 29    | 8     | 8      | 6                    | 2                    | 0                    | 11                          | 2                           | 0                           | 46    | 12    | 14     |
| Galatasaray Turquía | 2009-10       | 29    | 7     | 12     | 6                    | 4                    | 0                    | 12                          | 0                           | 1                           | 47    | 11    | 13     |
| Galatasaray Turquía | 2010-11       | 12    | 2     | 1      | 0                    | 0                    | 0                    | 4                           | 3                           | 0                           | 16    | 5     | 1      |
| Galatasaray Turquía | Total         | 127   | 29    | 43     | 23                   | 7                    | 3                    | 41                          | 8                           | 1                           | 191   | 44    | 52     |
| Vestel Manisaspor (cedido) Turquía | 2005-06       | 15    | 2     | 2      | -                    | -                    | -                    | -                           | -                           | -                           | 15    | 2     | 2      |
| Vestel Manisaspor (cedido) Turquía | Total         | 15    | 2     | 2      | -                    | -                    | -                    | -                           | -                           | -                           | 15    | 2     | 2      |
| Atlético de Madrid · España | 2011-12       | 33    | 3     | 6      | -                    | -                    | -                    | 12                          | 2                           | 5                           | 45    | 5     | 11     |
| Atlético de Madrid · España | 2012-13       | 32    | 5     | 4      | 7                    | 0                    | 0                    | 2                           | 0                           | 0                           | 41    | 5     | 4      |
| Atlético de Madrid · España | 2013-14       | 30    | 3     | 4      | 7                    | 2                    | 1                    | 9                           | 4                           | 1                           | 46    | 9     | 6      |
| Atlético de Madrid · España | 2014-15       | 32    | 2     | 4      | 4                    | 0                    | 0                    | 10                          | 1                           | 2                           | 46    | 3     | 6      |
| Atlético de Madrid · España | Total         | 127   | 13    | 18     | 18                   | 2                    | 1                    | 33                          | 7                           | 8                           | 178   | 22    | 27     |
| F. C. Barcelona · España | 2015-16       | 18    | 2     | 3      | 4                    | 0                    | 1                    | 3                           | 0                           | 0                           | 25    | 2     | 4      |
| F. C. Barcelona · España | 2016-17       | 18    | 3     | 3      | 7                    | 6                    | 2                    | 5                           | 4                           | 1                           | 30    | 13    | 7      |
| F. C. Barcelona · España | 2017-18       | 0     | 0     | 0      | 0                    | 0                    | 0                    | 0                           | 0                           | 0                           | 0     | 0     | 0      |
| F. C. Barcelona · España | Total         | 36    | 5     | 6      | 11                   | 6                    | 3                    | 8                           | 4                           | 1                           | 55    | 15    | 10     |
| Estambul Başakşehir (cedido) Turquía | 2017-18       | 11    | 2     | 0      | -                    | -                    | -                    | -                           | -                           | -                           | 11    | 2     | 0      |
| Estambul Başakşehir (cedido) Turquía | 2018-19       | 14    | 0     | 2      | 2                    | 0                    | 0                    | -                           | -                           | -                           | 16    | 0     | 2      |
| Estambul Başakşehir (cedido) Turquía | 2019-20       | 9     | 0     | 0      | -                    | -                    | -                    | 3                           | 0                           | 0                           | 12    | 0     | 0      |
| Estambul Başakşehir (cedido) Turquía | Total         | 34    | 2     | 2      | 2                    | 0                    | 0                    | 3                           | 0                           | 0                           | 39    | 2     | 2      |
| Galatasaray Turquía | 2020-21       | 32    | 4     | 2      | 1                    | 0                    | 0                    | 1                           | 0                           | 0                           | 34    | 4     | 2      |
| Galatasaray Turquía | 2021-22       | 7     | 0     | 0      | -                    | -                    | -                    | 5                           | 0                           | 1                           | 12    | 0     | 1      |
| Galatasaray Turquía | Total         | 39    | 4     | 2      | 1                    | 0                    | 0                    | 6                           | 0                           | 1                           | 46    | 4     | 3      |
| Total carrera | Total carrera | 378   | 55    | 73     | 55                   | 15                   | 7                    | 91                          | 19                          | 11                          | 524   | 89    | 96     |
| (1) Incluye datos de Copa de Turquía, Copa del Rey, Supercopa de España. (2) Incluye datos de Liga de Campeones, Liga Europa, Supercopa de Europa. |               |       |       |        |                      |                      |                      |                             |                             |                             |       |       |        |

#### Resumen estadístico
| Competición           | Partidos | Goles | Asistencias |
| --------------------- | -------- | ----- | ----------- |
| Liga                  | 378      | 55    | 73          |
| Copas nacionales      | 55       | 15    | 7           |
| Copas internacionales | 91       | 19    | 11          |
| Selección de Turquía  | 101      | 17    | 9           |
| Total                 | 625      | 106   | 100         |

#### Tripletes
| 1 | 4 de mayo de 2008       | Estadio Sivas 4 Eylül, Sivas | Sivasspor - Galatasaray              | 3 | 3 - 5 | Superliga de Turquía 2007-08 |
| 2 | 6 de diciembre de 2016  | Camp Nou, Barcelona          | Barcelona - Borussia Mönchengladbach | 3 | 4 - 0 | Liga de Campeones 2016-17    |
| 3 | 21 de diciembre de 2016 | Camp Nou, Barcelona          | Barcelona - Hércules                 | 3 | 7 - 0 | Copa del Rey 2016-17         |

### Entrenador
| Equipo                     | Div.                | Temporada           | Liga | Liga | Liga | Liga | Liga |    | Copa | Copa | Copa | Copa |   | Internacional | Internacional | Internacional | Internacional | Internacional |   | Otros | Otros | Otros | Otros |    | Totales     | Totales | Totales | Totales | Totales | Totales | Totales | Totales | Totales |
| Equipo                     | Div.                | Temporada           | PD   | G    | E    | P    | Pos. | PD | G    | E    | P    | PD   | G | E             | P             | Pos.          | PD            | G             | E | P     | PD    | G     | E     | P  | Rendimiento | GF      | GC      | Dif.    |         |         |         |         |         |
| -------------------------- | ------------------- | ------------------- | ---- | ---- | ---- | ---- | ---- | -- | ---- | ---- | ---- | ---- | - | ------------- | ------------- | ------------- | ------------- | ------------- | - | ----- | ----- | ----- | ----- | -- | ----------- | ------- | ------- | ------- | ------- | ------- | ------- | ------- | ------- |
| Eyüpspor Turquía           | 2.ª                 | 2022-23             | 5    | 1    | 2    | 2    | 6.º  | -  | -    | -    | -    | -    | - | -             | -             | -             | 3             | 2             | 0 | 1     | 8     | 3     | 2     | 3  | 45.83%      | 5       | 7       | -2      |         |         |         |         |         |
| Eyüpspor Turquía           | 2.ª                 | 2023-24             | 34   | 24   | 3    | 7    | 1.º  | 2  | 1    | 0    | 1    | -    | - | -             | -             | -             | -             | -             | - | -     | 36    | 25    | 3     | 8  | 72.22%      | 80      | 36      | +44     |         |         |         |         |         |
| Eyüpspor Turquía           | 1.ª                 | 2024-25             | 36   | 15   | 8    | 13   | 6.º  | 4  | 2    | 1    | 1    | -    | - | -             | -             | -             | -             | -             | - | -     | 40    | 17    | 9     | 14 | 50%         | 58      | 51      | +7      |         |         |         |         |         |
| Eyüpspor Turquía           | Total               | Total               | 75   | 40   | 13   | 22   | -    | 6  | 3    | 1    | 2    | -    | - | -             | -             | -             | 3             | 2             | 0 | 1     | 84    | 45    | 14    | 25 | 59.13%      | 143     | 94      | +49     |         |         |         |         |         |
| Shakhtar Donetsk · Ucrania | 1.ª                 | 2025-26             | 3    | 2    | 1    | 0    | -    | 0  | 0    | 0    | 0    | 6    | 3 | 3             | 0             | -             | -             | -             | - | -     | 9     | 5     | 4     | 0  | 70.37%      | 18      | 5       | +13     |         |         |         |         |         |
| Shakhtar Donetsk · Ucrania | Total               | Total               | 3    | 2    | 1    | 0    | -    | 0  | 0    | 0    | 0    | 6    | 3 | 3             | 0             | -             | -             | -             | - | -     | 9     | 5     | 4     | 0  | 70.37%      | 18      | 5       | +13     |         |         |         |         |         |
| Total en su carrera        | Total en su carrera | Total en su carrera | 78   | 42   | 14   | 22   | -    | 6  | 3    | 1    | 2    | 6    | 3 | 3             | 0             | -             | 3             | 2             | 0 | 1     | 93    | 50    | 18    | 25 | 60.21%      | 161     | 99      | +62     |         |         |         |         |         |
| 1. 2. 3.                   |                     |                     |      |      |      |      |      |    |      |      |      |      |   |               |               |               |               |               |   |       |       |       |       |    |             |         |         |         |         |         |         |         |         |

#### Resumen por competiciones
| Competición                 | Partidos | Ganados | Empatados | Perdidos | %      | Resultado      |
| --------------------------- | -------- | ------- | --------- | -------- | ------ | -------------- |
| TFF Primera División        | 42       | 27      | 5         | 10       | 68.26% | Campeón        |
| SüperLig                    | 36       | 15      | 8         | 13       | 49.08% | 6.º lugar      |
| Copa de Turquía             | 6        | 3       | 1         | 2        | 55.56% | Fase de grupos |
| Liga Premier de Ucrania     | 3        | 2       | 1         | 0        | 77.78% | En disputa     |
| Copa de Ucrania             | 0        | 0       | 0         | 0        | 0%     | En disputa     |
| Liga Europa de la UEFA      | 6        | 3       | 3         | 0        | 66.67% | Tercera ronda  |
| Liga Conferencia de la UEFA | 0        | 0       | 0         | 0        | 0%     | En disputa     |
| TOTAL                       | 93       | 50      | 18        | 25       | 60.21% | 1 Título       |

## Palmarés

### Como jugador

#### Campeonatos nacionales
| Título                     | Club                      | País    | Año  |
| -------------------------- | ------------------------- | ------- | ---- |
| Copa de Turquía            | Galatasaray S. K.         | Turquía | 2005 |
| Superliga de Turquía       | Galatasaray S. K.         | Turquía | 2008 |
| Supercopa de Turquía       | Galatasaray S. K.         | Turquía | 2008 |
| Copa del Rey               | Atlético de Madrid        | España  | 2013 |
| Primera División de España | Atlético de Madrid        | España  | 2014 |
| Supercopa de España        | Atlético de Madrid        | España  | 2014 |
| Primera División de España | F. C. Barcelona           | España  | 2016 |
| Copa del Rey               | F. C. Barcelona           | España  | 2016 |
| Supercopa de España        | F. C. Barcelona           | España  | 2016 |
| Copa del Rey               | F. C. Barcelona           | España  | 2017 |
| Superliga de Turquía       | Estambul Başakşehir F. K. | Turquía | 2020 |

### Campeonatos internacionales
| Título                 | Club               | País   | Año  |
| ---------------------- | ------------------ | ------ | ---- |
| Liga Europa de la UEFA | Atlético de Madrid | España | 2012 |
| Supercopa de Europa    | Atlético de Madrid | España | 2012 |
| Mundial de Clubes      | F. C. Barcelona    | España | 2015 |

### Premios individuales
- Soccer Plus Football Oscars - Jugador del año en Turquía (1): 2022
- Futbol Plus Football Oscars - Futbolista turco del año en Europa (2): 2012, 2013
- Premios Milliyet Sports - Futbolista del año en Turquía : (2): 2008, 2009
- Premios Milliyet Sports - Deportista del año en Turquía : (1): 2013
- Sports People Turquía - Jugador del año en Europa (1): 2014
- Super League Assists King (2): 2008-09 (9 asistencias), 2009-10 (14 asistencias)
- Premio especial TPFD (1): 2015
- Octavo mejor goleador de la selección de Turquía.(Junto con Zeki Rıza Sporel )
- Anotación del gol 600 en la selección turca.

### Como entrenador

#### Campeonatos nacionales
| Título               | Club     | País    | Año  |
| -------------------- | -------- | ------- | ---- |
| TFF Primera División | Eyüpspor | Turquía | 2024 |